# Iyalode

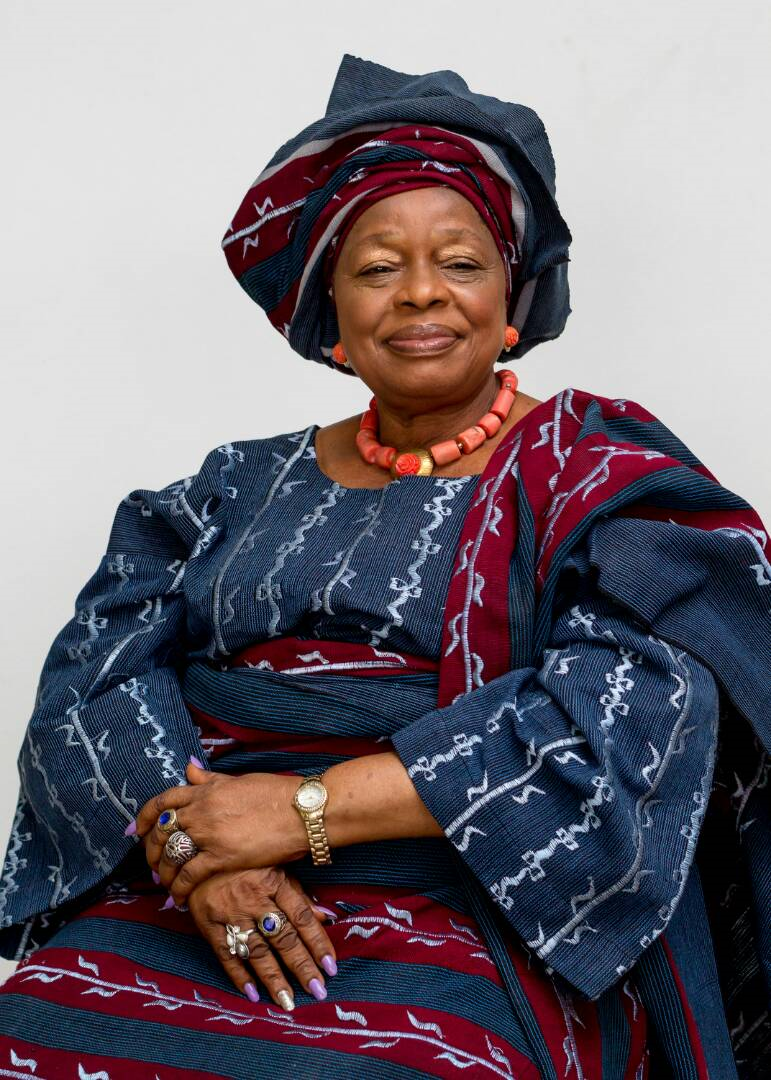
Fotografía de Iyalode - Jefa de tribal.

La Iyalode es una jefa tribal de alto rango en la mayoría de los estados tradicionales de Nigeria yoruba  . El título es actualmente un obsequio que realizan los obas, aunque el historiador Njoku Onwuka Ndukwe afirmó en 2002 que el proceso para elegir a una Iyalode en la Nigeria precolonial no era tanto una decisión del monarca sino el logro y la participación de la mujer en asuntos económicos y políticos.

## Historia
Históricamente, por lo tanto, la Iyalode no solo sirvió como representante de las mujeres en el consejo, sino también como una influencia política y económica en Nigeria precolonial y colonial. 
Conocido en la mitología yoruba como Oba Obirin o "Reina de las Mujeres", los puntos de vista de la Iyalode normalmente son tenidos en cuenta en el proceso de toma de decisiones por el consejo de altos jefes. En 2017, Olatunji de la Universidad de Educación Tai Solarin comparó el papel desempeñado por una Iyalode con el del feminismo moderno. Fue más allá al explicar que una Iyalode del siglo XIX, Madame Tinubu, era una de las personas más ricas en Yorubalandia, y tuvo un papel clave ante quien se convirtió en rey en Lagos, donde se casó con una oba - del pueblo Egba, contribuyendo al esfuerzo bélico de su compañera Egba.
Mosadomi consideró que la influencia de la Iyalode nunca ha sido solo entre las mujeres, sino que trasciende a sus deberes oficiales e incluye toda la estructura política, cultural y religiosa del pueblo yoruba, citando a Tinubu y Efunsetan Aniwura como ejemplos de ello. Sofola (1991) corrobora esto afirmando que "Nomatter cuán poderoso puede ser un Oba, nunca puede ser una Iyalode". Según el profesor Olasupo, la autoridad del título de Iyalode en la Nigeria moderna no es tan importante como lo era antes. El Alaafin de Oyo, Lamidi Adeyemi, identificó la extinción cultural causada por la "modernidad" como razones para el desarrollo. Recordó que las mujeres tuvieron roles más importantes en el círculo de liderazgo de Yorubalandia en el pasado. Por ejemplo, se informa que Tinubu ejerció tanto poder que evitó que el Oba de Lagos convirtiera a Lagos en una colonia británica durante un período.

## Titular
La actual Iyalode de Yorubalandia es la Oloye Alaba Lawson, que recibió el título del Alaafin en 2008. Ella había apoyado previamente la de la Iyalode de Egbalandia. 